# یونگنینگ، فوجیان
یونگنینگ، فوجیان (به لاتین: Yongning) یک شهرک در جمهوری خلق چین است که در شیشی واقع شده‌است. یونگنینگ ۲۹٫۵۳ کیلومتر مربع مساحت و ۵۳٬۴۷۴ نفر جمعیت دارد و ۲۲ متر بالاتر از سطح دریا واقع شده‌است.